# Panschwitz-Kuckau
Panschwitz-Kuckau, en sorabe Pančicy-Kukow, est une commune de Saxe (Allemagne), située dans l'arrondissement de Bautzen, dans le district de Dresde en Haute-Lusace. Elle résulte du regroupement en 1957 des communes de Panschwitz et de Kuckau. Elle regroupe plusieurs villages :
- Alte Ziegelscheune/Stara Cyhelnica, 53 habitants
- Cannewitz/Kanecy, 56 habitants
- Glaubnitz/Hłupońca, 25 habitants
- Jauer/Jawora, 127 habitants
- Kaschwitz/Kašecy, 124 habitants
- Lehndorf/Lejno, 5 habitants
- Ostro/Wotrow, 279 habitants
- Panschwitz-Kuckau/Pančicy-Kukow, 1 137 habitants
- Säuritz/Žuricy, 108 habitants
- Schweinerden/Swinjarnja, 73 habitants
- Siebitz/Zejicy, 41 habitants
- Tschaschwitz/Časecy, 21 habitants[1]

En 2001, 49,7 % de la population pouvait maîtriser la langue sorabe.

## Géographie
La commune est traversée par la rivière Klosterwasser, affluent de l'Elster Noire qui traverse les villages de Panschwitz et de Kuckau.

## Culture et religion

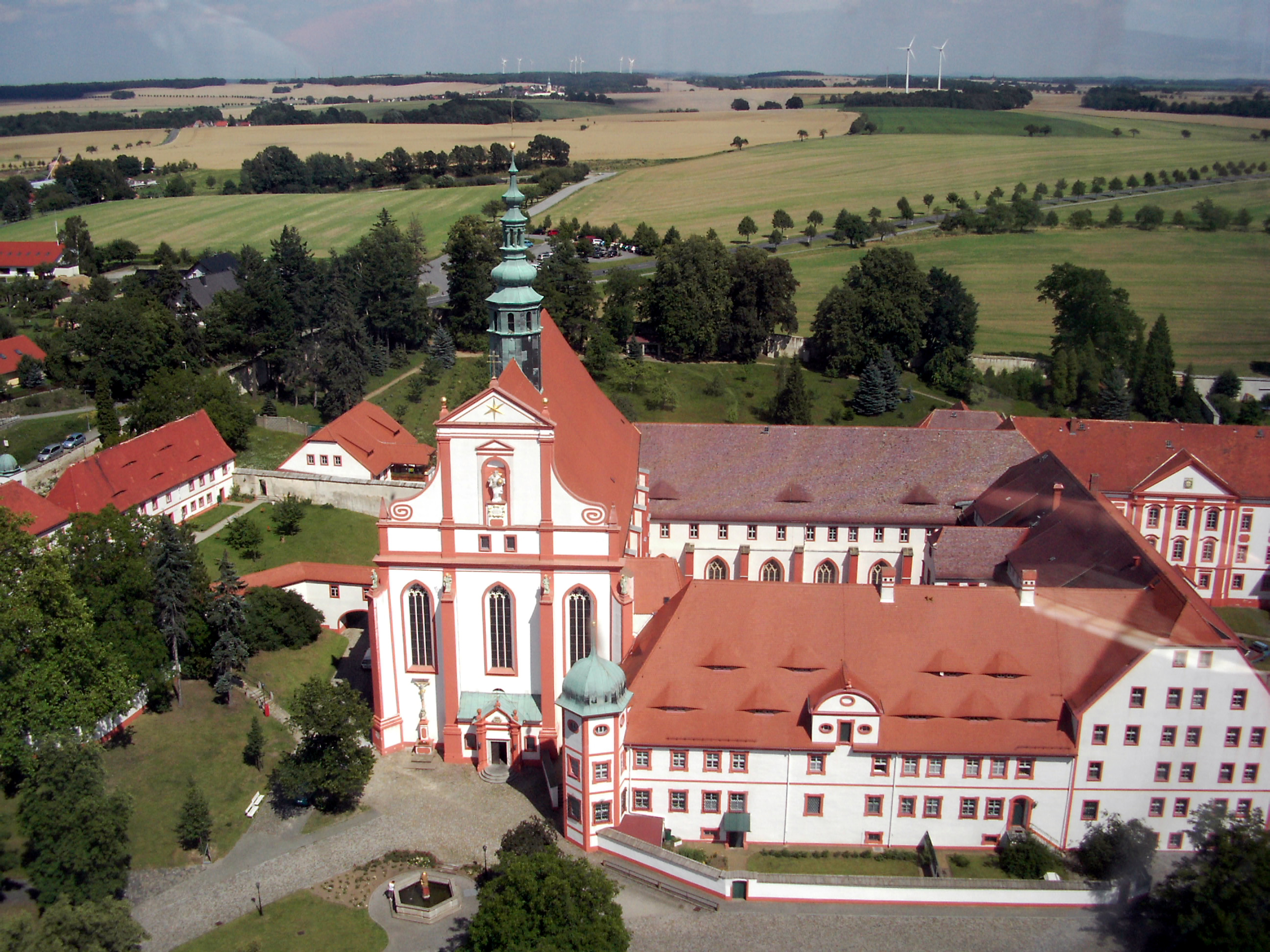
Vue de l'abbaye St. Marienstern à Kuckau

- L'abbaye cistercienne St. Marienstern, fondée en 1248, est située à Kuckau. Chaque année à Pâques s'y déroule la fameuse procession pascale à cheval. Elle se déroule entre Crostwitz, Panschwitz et Kuckau autour de l'abbaye. Il y existe toujours une communauté de religieuses aujourd'hui. Cette région rurale est encore catholique, alors que les Saxons sont en général protestants.

## Personnalités liées à la ville
- Jakub Bart-Ćišinski (1856-1909), prêtre et poète né à Kuckau et mort à Panschwitz ;
- Alexander Reiner (1885-1960), dentiste né à Panschwitz.
- Rudolf Querner (1893-1945), général né à Lehndorf.
- Józef Nowak (1895-1978), écrivain né à Ostro.
- Jan Cyž (1898-1985), journaliste né à Säuritz.

## Notes

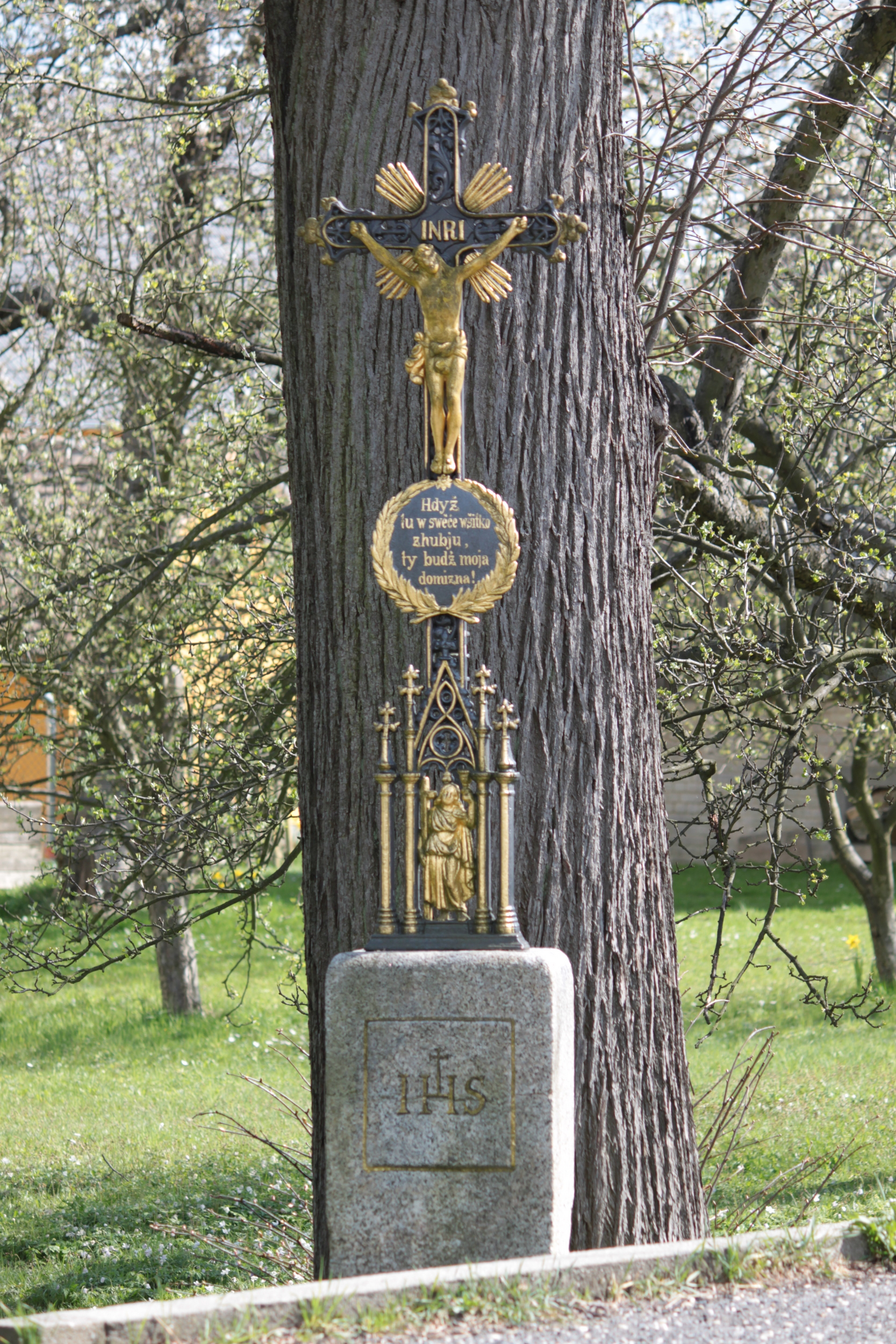
Calvaire à Kaschwitz